# Карл Вилхелм Фердинанд (Брауншвайг-Волфенбютел)
Карл Вилхелм Фердинанд (на немски: Karl Wilhelm Ferdinand von Braunschweig-Wolfenbüttel; * 9 октомври 1735, Волфенбютел; † 10 ноември 1806, Отенсен при Хамбург), е княз на Брауншвайг-Волфенбютел от 1773 до 1806 г. от род Велфи (Нов Дом Брауншвайг) и има титлата херцог на Брауншвайг-Люнебург. Той е представител на просветения абсолютизъм. Племенник на Фридрих Велики и негов любим ученик, Карл има дълга военна кариера, служи като пруски фелдмаршал и е основен пруски лидер срещу революционната френска армия. Победен е от французите при Валми (1792) и Ауерщед (1806), като след последното поражение Прусия попада под френска окупация.

## Произход и ранни години
Син е на херцог Карл I фон Брауншвайг-Волфенбютел и Филипина Шарлота Пруска (1716 – 1801), дъщеря на пруския крал Фридрих Вилхелм I и София Доротея фон Брауншвайг-Люнебург. Майка му е сестра на крал Фридрих Велики (1710 – 1711) от Кралство Прусия.
Той е възпитаван от теолога абт Йерусалем. Младият принц се бие в Седемгодишната война против Франция, което води до конфликти с баща му.

## Възкачване на престола
През 1773 г. Карл Вилхелм Фердинанд последва баща си на престола в Княжество Брауншвайг-Волфенбютел. Реорганизира данъчната система, слага ред във финансите и реформира системата на образованието, включително помага на Карл Фридрих Гаус да получи образование.

## Военна кариера
През 1787 г. Карл Вилхелм Фердинанд става пруски фелдмаршал. През септември 1787 г. той окупира Холандия.

### Революционни войни
По време на Френската революция херцог Брауншвайг издава манифест към френския народ (Пилницка декларация или Манифест на Брауншвайг от 25 юли 1792 г.,). Манифестът предупреждава французите, че ако кралското семейство пострада, ще последва отмъщение, което ще се запомни.
Всъщност манифестът има точно противоположните последици на основната му цел: да принуди населението на Франция към подчинение и да осигури безопасност на кралското семейство. След обнародването му в парижката преса в началото на август революцията се радикализира и избухва въстанието от 10 август 1792 г.
Войските на Австрия и Прусия под командването на херцог Брауншвайг, към които се присъединяват френски емигранти-роялисти, нахлуват във Франция на 19 август 1792 г. На 2 септември те превземат ключовата крепост Вердюн и започват да напредват към Париж. Това предизвиква безредици, като Националният Конвент е подложен на силен натиск от народните маси (санкюлотите) и в редица случаи е принуден да изпълнява исканията на тълпите, обкръжили сградата му. Част от тези събития са кръвопролитията на Септемврийските кланета от 2 – 7 септември 1792 г.
През Първата коалиционна война херцог Брауншвайг ръководи пруската и австрийската войска и през 1794 г. напуска главното командване.

### Наполеонови войни
В битката при Йена-Ауерщед от Четвъртата коалиционна война на 14 октомври 1806 г. близо до Хасенхаузен снаряд унищожава двете му очи. На носилка той е занесен на 20 октомври в Брауншвайг. Той определя най-малкия си син Фридрих Вилхелм за свой наследник на титлата. На 25 октомври той напуска Брауншвайг заради опасността от Наполеон Бонапарт и на 10 ноември 1806 г. умира на неутрална датска територия в една гостилница в Отенсен при Хамбург на 71 години. Първо е погребан в църквата „Св. Христиан“ в Отенсен (днес част от Хамбург-Алтона), а през 1819 г. в криптата на катедралата на Брауншвайг.
- Карл II Вилхелм Фердинанд
 (1780)
- Паметник на Карл Вилхелм Фердинанд в Брауншвайг

## Личен живот
Карл Вилхелм Фердинанд се жени 16 януари 1764 г. в Шапел Роял за английската принцеса Августа фон Хановер (* 1737; † 23 март 1813, Лондон), най-възрастната дъщеря на Фредерик (принц на Уелс) и Августа фон Сакс-Гота-Алтенбург и сестра на крал Джордж III.
Карл Вилхелм Фердинанд и Августа имат седем деца:
- Августа Каролина Фридерика Луиза (* 1764; † 1788), ∞ 1780 Фридрих II, херцог на Вюртемберг, разделени 1786 г.
- Карл Георг Август (* 1766; † 1806), почти сляп, ∞ 1790 Фридерика Луиза Вилхелмина фон Орания (1770 – 1819)
- Каролина Амалия (* 1768; † 1821) ∞ 1795 Джордж IV, крал на Великобритания
- Георг Вилхелм Христиан (* 1769; † 1811)
- Август (* 1770; † 1822)
- Фридрих Вилхелм (* 1771; † 1815), херцог на Брауншвайг-Люнебург и княз на Брауншвайг-Волфенбютел, ∞ 1802 Мари фон Баден (1782 – 1808)
- Амелия Каролина Доротея Луиза (* 1772; † 1773)

По време на пътуване до Италия Карл Вилхелм Фердинанд се запознава през 1766 г. с Мария Антоанета фон Бранкони (* 1746, † 7 юли 1793), приятелка на Гьоте. Тя става негова метреса и ражда извънбрачен син.
От метресата си Мария Антония фон Бранкони има един син:
- Карл Антон Фердинанд (1767 – 1794), от 1773 граф на Форстенбург.

- Августа фон Хановер
 (1763)
- Мария Антония фон Бранкони
 (1770)